# Samurai Trilogy
Samurai Trilogy è un videogioco picchiaduro a incontri ambientato in estremo oriente, pubblicato nel 1987 per Amstrad CPC, Commodore 64 e ZX Spectrum dalla Gremlin Graphics. Permette di affrontare tre discipline di arti marziali che rappresentano l'addestramento di un samurai. Le recensioni della stampa furono molto variabili.

## Modalità di gioco
Il gioco è solo per giocatore singolo e comprende le discipline karate, kendō e spada samurai. Si può scegliere di fare pratica delle mosse su una qualsiasi delle tre discipline, oppure affrontare una serie di veri incontri, con le discipline nell'ordine sopra citato.
Prima di ogni incontro, qualunque sia la disciplina, si può scegliere il proprio avversario da una lista di nomi cinesi. Vengono date descrizioni testuali dei personaggi; ciascuno ha una propria strategia e battere i più forti permette di progredire maggiormente nel gioco, ma non viene detto esplicitamente quali siano. Per il personaggio del giocatore si seleziona a ogni incontro una strategia, scelta tra abilità, velocità, resistenza e forza. Alle stesse quattro caratteristiche si possono allocare a piacere cinque punti in attacco e cinque in difesa. Inoltre si scelgono tre tipi di allenamento tra 12 disponibili: corsa, pesi, ibuki, makiwara, ecc. Anche in questo caso non viene detto esplicitamente, nemmeno nel manuale, che effetto abbiano.
Gli incontri sono picchiaduro bidimensionali con 12 mosse di movimento, attacco o difesa a disposizione, diverse a seconda della disciplina, corrispondenti a varie combinazioni di direzioni e pulsante del joystick. Ogni contendente ha una barra indicatrice della difesa e una dell'attacco. Ci sono tre sfondi grafici a tema orientale, uno per disciplina. I vari personaggi di ogni disciplina differiscono visivamente solo per il colore (tranne su Spectrum dove sono monocromatici).
Nel karate e nel kendo l'incontro termina per esaurimento dell'energia difensiva di uno dei contendenti oppure per esaurimento del tempo. In base alle prestazioni, il maestro decide quindi se il giocatore è meritevole di passare alla disciplina successiva oppure deve affrontare di nuovo la stessa. Nella fase finale dei duelli samurai invece non ci sono limiti di tempo e si devono necessariamente abbattere quattro avversari per completare il gioco.
La lingua dell'interfaccia si può impostare su inglese, francese, tedesco o spagnolo. Si può salvare la partita tra un incontro e l'altro.